# Mazowsze Serce Polski
Mazowsze Serce Polski (Kod UCI: MSP), do 2019 Team Hurom (Kod UCI: THU) – polska grupa kolarska należąca do dywizji UCI Continental Teams.

## Historia
Zespół został założony w 2017 w Rybniku przez stowarzyszenie AMM Cycling Team na bazie drużyny Hurom DeRosa Rybnik. Od początku swej działalności dołączył do dywizji UCI Continental Teams. Po sezonie 2019 Team Hurom zakończył działalność w dotychczasowej formie, po raz ostatni startując w październiku 2019 w wyścigu Tour of Peninsular, po czym połączył się z zespołem Wibatech Merx 7R.
Pod koniec 2019, za sprawą Dariusza Banaszka (do końca sezonu 2019 pracował w Team Hurom), utworzona została nowa grupa o nazwie Mazowsze Serce Polski, sponsorowana przez województwo mazowieckie, której siedziba znalazła się w Nowym Dworze Mazowieckim. Mazowsze Serce Polski, mimo nowego kodu UCI, jest traktowane przez Międzynarodową Unię Kolarską jako kontynuator zespołu Team Hurom, zajmując miejsce w dywizji UCI Continental Teams.

### Nazwa grupy w poszczególnych latach
| lata      | nazwa                      |
| --------- | -------------------------- |
| 2017–2018 | Team Hurom                 |
| 2019      | Hurom BDC Development Team |
| 2020–2021 | Mazowsze Serce Polski      |
| 2021–2023 | HRE Mazowsze Serce Polski  |
| od 2024   | Mazowsze Serce Polski      |

## Składy

### 2024

#### Skład
| Skład drużyny 2024      | Skład drużyny 2024   | Skład drużyny 2024 | Skład drużyny 2024              |
| Imię i nazwisko         | Data urodzenia       | Państwo            | Poprzednia grupa                |
| ----------------------- | -------------------- | ------------------ | ------------------------------- |
| Alan Banaszek           | 30 października 1997 | Polska             | Human Powered Health (2023)     |
| Norbert Banaszek        | 18 czerwca 1997      | Polska             | Wibatech Merx 7R (2018)         |
| Paweł Bernas            | 24 maja 1990         | Polska             | JBG-2 CryoSpace (2022)          |
| Marcin Budziński        | 24 kwietnia 1998     | Polska             | Wibatech Merx (2020)            |
| Tomasz Budziński        | 24 kwietnia 1998     | Polska             | Wibatech Merx (2020)            |
| Konrad Czabok           | 19 marca 2001        | Polska             |                                 |
| Jakub Kaczmarek         | 27 września 1993     | Polska             | CCC Sprandi Polkowice (2017)    |
| Kamil Lach              | 26 lipca 2003        | Polska             |                                 |
| Tobiasz Pawlak          | 24 grudnia 1995      | Polska             | Domin Sport (2018)              |
| Michał Pomorski         | 4 sierpnia 2003      | Polska             | Warszawski Klub Kolarski (2021) |
| Maksymilian Radosz      | 25 września 2003     | Polska             | Warszawski Klub Kolarski (2021) |
| Kajetan Wąsowicz        | 3 czerwca 2004       | Polska             |                                 |
|                         |                      |                    |                                 |
| Źródło: ProCyclingStats |                      |                    |                                 |

#### Zwycięstwa
| Zwycięstwa       | Zwycięstwa                                                  | Zwycięstwa | Zwycięstwa | Zwycięstwa            | Zwycięstwa |
| Data             | Wyścig                                                      | Państwo    | Kategoria  | Zwycięzca             |            |
| ---------------- | ----------------------------------------------------------- | ---------- | ---------- | --------------------- | ---------- |
| 17 mar           | GP Slovenian Istria                                         | Słowenia   | 1.2        | Marcin Budziński      |            |
| 19 mar           | Grand Prix Brda-Collio                                      | Słowenia   | 1.2        | Marcin Budziński      |            |
| 7 kwietnia 2024  | Tour of Mersin, klasyfikacja generalna                      | Turcja     | 2.2        | Marcin Budziński      |            |
| 12 cze           | Tour de Kurpie, 1. etap                                     | Polska     | 2.2        | Tobiasz Pawlak        |            |
| 13 cze           | Tour de Kurpie, 2. etap                                     | Polska     | 2.2        | Tobiasz Pawlak        |            |
| 14 cze           | Tour de Kurpie, 3. etap                                     | Polska     | 2.2        | Mazowsze Serce Polski |            |
| 16 czerwca 2024  | Tour de Kurpie, klasyfikacja generalna                      | Polska     | 2.2        | Tobiasz Pawlak        |            |
| 23 cze           | Mistrzostwa Polski – start wspólny                          | Polska     | CN         | Norbert Banaszek      |            |
| 28 czerwca 2024  | Wyścig Solidarności i Olimpijczyków, klasyfikacja generalna | Polska     | 2.2        | Tobiasz Pawlak        |            |
| 23 lip           | Memoriał Andrzeja Trochanowskiego                           | Polska     | 1.2        | Norbert Banaszek      |            |
| 27 lip           | Dookoła Mazowsza, 4. etap                                   | Polska     | 2.2        | Alan Banaszek         |            |
| 28 lip           | Puchar Ministra Obrony Narodowej                            | Polska     | 1.2        | Konrad Czabok         |            |
| 21 sie           | Tour Bitwa Warszawska 1920, 1. etap                         | Polska     | 2.2        | Norbert Banaszek      |            |
| 23 sie           | Tour Bitwa Warszawska 1920, 3. etap                         | Polska     | 2.2        | Alan Banaszek         |            |
| 24 sierpnia 2024 | Tour Bitwa Warszawska 1920, klasyfikacja generalna          | Polska     | 2.2        | Alan Banaszek         |            |
| 7 wrz            | Okolo Jižních Čech, 3. etap                                 | Czechy     | 2.2        | Marcin Budziński      |            |
| 8 września 2024  | Okolo Jižních Čech, klasyfikacja generalna                  | Czechy     | 2.2        | Marcin Budziński      |            |

### 2023

#### Skład
| Skład drużyny 2023      | Skład drużyny 2023   | Skład drużyny 2023 | Skład drużyny 2023                     |
| Imię i nazwisko         | Data urodzenia       | Państwo            | Poprzednia grupa                       |
| ----------------------- | -------------------- | ------------------ | -------------------------------------- |
| Jeppe Aaskov Pallesen   | 17 lipca 1997        | Dania              | ColoQuick (2022)                       |
| Adrian Banaszek         | 21 października 1993 | Polska             | Voster ATS Team (2019)                 |
| Norbert Banaszek        | 18 czerwca 1997      | Polska             | Wibatech Merx 7R (2018)                |
| Marcin Budziński        | 24 kwietnia 1998     | Polska             | Wibatech Merx (2020)                   |
| Tomasz Budziński        | 24 kwietnia 1998     | Polska             | Wibatech Merx (2020)                   |
| Viktor Filutás          | 28 września 1996     | Węgry              | Adria Mobil (2022)                     |
| Eduard-Michael Grosu    | 4 września 1992      | Rumunia            | Drone Hopper-Androni Giocattoli (2022) |
| Jakub Kaczmarek         | 27 września 1993     | Polska             | CCC Sprandi Polkowice (2017)           |
| Tobiasz Pawlak          | 24 grudnia 1995      | Polska             | Domin Sport (2018)                     |
| Michał Pomorski         | 4 sierpnia 2003      | Polska             | Warszawski Klub Kolarski (2021)        |
| Maksymilian Radosz      | 25 września 2003     | Polska             | Warszawski Klub Kolarski (2021)        |
| Adam Stachowiak         | 10 czerwca 1989      | Polska             | Voster ATS Team (2020)                 |
|                         |                      |                    |                                        |
| Źródło: ProCyclingStats |                      |                    |                                        |

#### Zwycięstwa
| Zwycięstwa | Zwycięstwa                                       | Zwycięstwa | Zwycięstwa | Zwycięstwa           | Zwycięstwa |
| Data       | Wyścig                                           | Państwo    | Kategoria  | Zwycięzca            |            |
| ---------- | ------------------------------------------------ | ---------- | ---------- | -------------------- | ---------- |
| 23 cze     | Mistrzostwa Rumunii – jazda indywidualna na czas | Rumunia    | CN         | Eduard-Michael Grosu |            |

### 2022

#### Skład
| Skład drużyny 2022                 | Skład drużyny 2022   | Skład drużyny 2022 | Skład drużyny 2022                    |
| Imię i nazwisko                    | Data urodzenia       | Państwo            | Poprzednia grupa                      |
| ---------------------------------- | -------------------- | ------------------ | ------------------------------------- |
| Adrian Banaszek                    | 21 października 1993 | Polska             | Voster ATS Team (2019)                |
| Alan Banaszek                      | 30 października 1997 | Polska             | Caja Rural-Seguros RGA (2019)         |
| Norbert Banaszek                   | 18 czerwca 1997      | Polska             | Wibatech Merx 7R (2018)               |
| Marceli Bogusławski (1 sty–31 lip) | 7 września 1997      | Polska             | Wibatech Merx (2020)                  |
| Piotr Brożyna                      | 17 lutego 1995       | Polska             | Voster ATS Team (2020)                |
| Marcin Budziński                   | 24 kwietnia 1998     | Polska             | Wibatech Merx (2020)                  |
| Tomasz Budziński                   | 24 kwietnia 1998     | Polska             | Wibatech Merx (2020)                  |
| Mateusz Gajdulewicz                | 22 grudnia 2003      | Polska             | Warszawski Klub Kolarski (2021)       |
| Kacper Gieryk                      | 26 marca 2003        | Polska             | Kaliskie Towarzystwo Kolarskie (2021) |
| Dominik Górak (1 sty–14 lip)       | 12 października 2001 | Polska             | Pogoń Mostostal Puławy (2021)         |
| Jakub Kaczmarek                    | 27 września 1993     | Polska             | CCC Sprandi Polkowice (2017)          |
| Jan Modzelewski                    | 26 września 2002     | Polska             |                                       |
| Miłosz Ośko                        | 2 października 2002  | Polska             | Klub Kolarski Tarnovia (2021)         |
| Tobiasz Pawlak                     | 24 grudnia 1995      | Polska             | Domin Sport (2018)                    |
| Michał Pomorski                    | 4 sierpnia 2003      | Polska             | Warszawski Klub Kolarski (2021)       |
| Filip Prokopyszyn (1 sty–14 cze)   | 10 sierpnia 2000     | Polska             | Klub Kolarski Tarnovia (2020)         |
| Maksymilian Radosz                 | 25 września 2003     | Polska             | Warszawski Klub Kolarski (2021)       |
| Adam Stachowiak                    | 10 czerwca 1989      | Polska             | Voster ATS Team (2020)                |
| Daniel Staniszewski                | 5 maja 1997          | Polska             | Pogoń Mostostal Puławy (2020)         |
|                                    |                      |                    |                                       |
| Źródło: ProCyclingStats            |                      |                    |                                       |

#### Zwycięstwa
| Zwycięstwa       | Zwycięstwa                                                | Zwycięstwa           | Zwycięstwa | Zwycięstwa                | Zwycięstwa |
| Data             | Wyścig                                                    | Państwo              | Kategoria  | Zwycięzca                 |            |
| ---------------- | --------------------------------------------------------- | -------------------- | ---------- | ------------------------- | ---------- |
| 1 kwi            | Tour of Thailand, 1. etap                                 | Tajlandia            | 2.1        | Marceli Bogusławski       |            |
| 2 kwi            | Tour of Thailand, 2. etap                                 | Tajlandia            | 2.1        | Alan Banaszek             |            |
| 6 kwietnia 2022  | Tour of Thailand, klasyfikacja generalna                  | Tajlandia            | 2.1        | Alan Banaszek             |            |
| 13 kwi           | Belgrad-Banja Luka, 1. etap                               | Serbia               | 2.1        | HRE Mazowsze Serce Polski |            |
| 15 kwi           | Belgrad-Banja Luka, 3. etap                               | Bośnia i Hercegowina | 2.1        | Jakub Kaczmarek           |            |
| 16 kwi           | Belgrad-Banja Luka, 4. etap                               | Bośnia i Hercegowina | 2.1        | Alan Banaszek             |            |
| 17 kwietnia 2022 | Belgrad-Banja Luka, klasyfikacja generalna                | Bośnia i Hercegowina | 2.1        | Jakub Kaczmarek           |            |
| 29 kwi           | Grand Prix Nasielsk-Serock                                | Polska               | 1.2        | Marceli Bogusławski       |            |
| 26 maj           | Tour of Estonia, prolog                                   | Estonia              | 2.1        | Marceli Bogusławski       |            |
| 22 cze           | Mistrzostwa Polski – jazda indywidualna na czas do lat 23 | Polska               | CN         | Kacper Gieryk             |            |
| 26 cze           | Mistrzostwa Polski – start wspólny                        | Polska               | CN         | Norbert Banaszek          |            |
| 10 lip           | Visegrad 4 Bicycle Race Grand Prix Poland                 | Polska               | 1.2        | Marceli Bogusławski       |            |
| 27 lip           | Dookoła Mazowsza, 1. etap                                 | Polska               | 2.2        | Marceli Bogusławski       |            |
| 30 lipca 2022    | Dookoła Mazowsza, klasyfikacja generalna                  | Polska               | 2.2        | Marceli Bogusławski       |            |
| 13 sie           | Memoriał Henryka Łasaka                                   | Polska               | 1.2        | Tomasz Budziński          |            |
| 27 sie           | Dookoła Bułgarii, prolog                                  | Bułgaria             | 2.2        | Marceli Bogusławski       |            |
| 31 sie           | Dookoła Bułgarii, 4. etap                                 | Bułgaria             | 2.2        | Marceli Bogusławski       |            |

### 2021

#### Skład
| Skład drużyny 2021         | Skład drużyny 2021   | Skład drużyny 2021 | Skład drużyny 2021            |
| Imię i nazwisko            | Data urodzenia       | Państwo            | Poprzednia grupa              |
| -------------------------- | -------------------- | ------------------ | ----------------------------- |
| Adrian Banaszek            | 21 października 1993 | Polska             | Voster ATS Team (2019)        |
| Alan Banaszek              | 30 października 1997 | Polska             | Caja Rural-Seguros RGA (2019) |
| Norbert Banaszek           | 18 czerwca 1997      | Polska             | Wibatech Merx 7R (2018)       |
| Paweł Bernas               | 24 maja 1990         | Polska             | CCC Team (2019)               |
| Marceli Bogusławski        | 7 września 1997      | Polska             | Wibatech Merx (2020)          |
| Piotr Brożyna              | 17 lutego 1995       | Polska             | Voster ATS Team (2020)        |
| Marcin Budziński           | 24 kwietnia 1998     | Polska             | Wibatech Merx (2020)          |
| Tomasz Budziński           | 24 kwietnia 1998     | Polska             | Wibatech Merx (2020)          |
| Karol Domagalski           | 9 sierpnia 1989      | Polska             | ONE Pro Cycling (2018)        |
| Jakub Kaczmarek            | 27 września 1993     | Polska             | CCC Sprandi Polkowice (2017)  |
| Adrian Kurek               | 29 marca 1988        | Polska             | CCC Sprandi Polkowice (2018)  |
| Tobiasz Pawlak             | 24 grudnia 1995      | Polska             | Domin Sport (2018)            |
| Filip Prokopyszyn          | 10 sierpnia 2000     | Polska             | Klub Kolarski Tarnovia (2020) |
| Adam Stachowiak            | 10 czerwca 1989      | Polska             | Voster ATS Team (2020)        |
| Daniel Staniszewski        | 5 maja 1997          | Polska             | Pogoń Mostostal Puławy (2020) |
| Adam Żuber                 | 25 grudnia 1979      | Polska             |                               |
| Mihkel Räim (9 lut–31 gru) | 3 lipca 1993         | Estonia            | Israel Start-Up Nation (2020) |
|                            |                      |                    |                               |
| Źródło: ProCyclingStats    |                      |                    |                               |

#### Zwycięstwa
| Zwycięstwa       | Zwycięstwa                                  | Zwycięstwa           | Zwycięstwa | Zwycięstwa          | Zwycięstwa |
| Data             | Wyścig                                      | Państwo              | Kategoria  | Zwycięzca           |            |
| ---------------- | ------------------------------------------- | -------------------- | ---------- | ------------------- | ---------- |
| 14 mar           | Istarsko Proljeće, 3. etap                  | Chorwacja            | 2.2        | Mihkel Räim         |            |
| 8 kwi            | Tour of Rhodes, prolog                      | Grecja               | 2.2        | Marceli Bogusławski |            |
| 25 kwietnia 2021 | Belgrad-Banja Luka, klasyfikacja generalna  | Bośnia i Hercegowina | 2.1        | Mihkel Räim         |            |
| 25 kwi           | Belgrad-Banja Luka, 4. etap                 | Bośnia i Hercegowina | 2.1        | Mihkel Räim         |            |
| 20 cze           | Mistrzostwa Estonii – start wspólny         | Estonia              | CN         | Mihkel Räim         |            |
| 30 cze           | Dookoła Bułgarii, prolog                    | Bułgaria             | 2.2        | Marceli Bogusławski |            |
| 3 lip            | Dookoła Bułgarii, 3. etap                   | Bułgaria             | 2.2        | Mihkel Räim         |            |
| 11 lip           | Visegrad 4 Bicycle Race Grand Prix Slovakia | Słowacja             | 1.2        | Alan Banaszek       |            |
| 5 sie            | Tour of Szeklerland, 2. etap                | Rumunia              | 2.2        | Alan Banaszek       |            |
| 7 sierpnia 2021  | Tour of Szeklerland, klasyfikacja generalna | Rumunia              | 2.2        | Alan Banaszek       |            |
| 22 sie           | Szlakiem Grodów Piastowskich, 3. etap       | Polska               | 2.2        | Jakub Kaczmarek     |            |

### 2020
| Skład drużyny 2020                       | Skład drużyny 2020   | Skład drużyny 2020 | Skład drużyny 2020              |
| Imię i nazwisko                          | Data urodzenia       | Państwo            | Poprzednia grupa                |
| ---------------------------------------- | -------------------- | ------------------ | ------------------------------- |
| Alan Banaszek                            | 30 października 1997 | Polska             | Caja Rural-Seguros RGA (2019)   |
| Adrian Banaszek                          | 21 października 1993 | Polska             | Voster ATS Team (2019)          |
| Norbert Banaszek                         | 18 czerwca 1997      | Polska             | Wibatech Merx 7R (2018)         |
| Paweł Bernas                             | 24 maja 1990         | Polska             | CCC Team (2019)                 |
| Karol Domagalski                         | 9 sierpnia 1989      | Polska             | ONE Pro Cycling (2018)          |
| Jakub Kaczmarek                          | 27 września 1993     | Polska             | CCC Sprandi Polkowice (2017)    |
| Adrian Kurek                             | 29 marca 1988        | Polska             | CCC Sprandi Polkowice (2018)    |
| Sebastian Matusiak (5 cze–31 gru)        | 19 kwietnia 1997     | Polska             | Krismar Big Silvant Team (2019) |
| Tobiasz Pawlak                           | 24 grudnia 1995      | Polska             | Domin Sport (2018)              |
| Emanuel Piaskowy                         | 2 marca 1991         | Polska             | Cycling Academy (2016)          |
| Michał Podlaski                          | 3 maja 1988          | Polska             | Wibatech Merx (2019)            |
| Marek Rutkiewicz                         | 8 maja 1981          | Polska             | Wibatech Merx (2019)            |
| Daniel Staniszewski (31 lip–31 gru)      | 5 maja 1997          | Polska             | Pogoń Mostostal Puławy (2020)   |
| Adam Żuber                               | 25 grudnia 1979      | Polska             |                                 |
|                                          |                      |                    |                                 |
| Źródła: ProCyclingStats Cycling Archives |                      |                    |                                 |

### 2019
| Skład drużyny 2019      | Skład drużyny 2019   | Skład drużyny 2019 | Skład drużyny 2019           |
| Imię i nazwisko         | Data urodzenia       | Państwo            | Poprzednia grupa             |
| ----------------------- | -------------------- | ------------------ | ---------------------------- |
| Norbert Banaszek        | 18 czerwca 1997      | Polska             | Wibatech Merx 7R (2018)      |
| Marcin Budziński        | 24 kwietnia 1998     | Polska             |                              |
| Tomasz Budziński        | 24 kwietnia 1998     | Polska             |                              |
| Cezary Bzdak            | 26 października 2000 | Polska             |                              |
| Artur Detko             | 18 lutego 1983       | Polska             | Domin Sport (2017)           |
| Karol Domagalski        | 9 sierpnia 1989      | Polska             | ONE Pro Cycling (2018)       |
| Mariusz Gąsiorowski     | 4 czerwca 1996       | Polska             |                              |
| Jakub Kaczmarek         | 27 września 1993     | Polska             | CCC Sprandi Polkowice (2017) |
| Patryk Kostecki         | 17 sierpnia 1993     | Polska             | Domin Sport (2017)           |
| Adrian Kurek            | 29 marca 1988        | Polska             | CCC Sprandi Polkowice (2018) |
| Adam Kuś                | 2 lutego 1999        | Polska             |                              |
| Tobiasz Pawlak          | 24 grudnia 1995      | Polska             | Domin Sport (2018)           |
| Emanuel Piaskowy        | 2 marca 1991         | Polska             | Cycling Academy (2016)       |
| Kamil Zieliński         | 3 marca 1988         | Polska             | Domin Sport (2017)           |
|                         |                      |                    |                              |
| Źródło: ProCyclingStats |                      |                    |                              |

### 2018
| Skład drużyny 2018                 | Skład drużyny 2018   | Skład drużyny 2018 | Skład drużyny 2018              |
| Imię i nazwisko                    | Data urodzenia       | Państwo            | Poprzednia grupa                |
| ---------------------------------- | -------------------- | ------------------ | ------------------------------- |
| Stanisław Aniołkowski              | 20 stycznia 1997     | Polska             | Verva ActiveJet (2016)          |
| Andrzej Bartkiewicz                | 24 października 1991 | Polska             | Wibatech 7R Fuji (2017)         |
| Witalij Buc                        | 24 października 1986 | Ukraina            | Kolss (2017)                    |
| Mariusz Gąsiorowski (1 sie–31 gru) | 4 czerwca 1996       | Polska             |                                 |
| Mikołaj Gutek                      | 29 października 1996 | Polska             |                                 |
| Jakub Kaczmarek                    | 27 września 1993     | Polska             | CCC Sprandi Polkowice (2017)    |
| Dawid Kloc                         | 20 sierpnia 1998     | Polska             | TC Chrobry Saroni Głogów (2017) |
| Mikołaj Konieczny                  | 16 czerwca 1999      | Polska             |                                 |
| Eryk Latoń                         | 22 sierpnia 1993     | Polska             | CCC Sprandi Polkowice (2016)    |
| Mateusz Manowski                   | 6 kwietnia 1999      | Polska             |                                 |
| Emanuel Piaskowy                   | 2 marca 1991         | Polska             | Cycling Academy (2016)          |
| Andrij Wasyluk (18 sty–31 gru)     | 29 sierpnia 1987     | Ukraina            | Kolss (2017)                    |
| Kamil Zieliński (27 mar–31 gru)    | 3 marca 1988         | Polska             | Domin Sport (2017)              |
|                                    |                      |                    |                                 |
| Źródło: ProCyclingStats            |                      |                    |                                 |

### 2017
| Skład drużyny 2017                     | Skład drużyny 2017   | Skład drużyny 2017 | Skład drużyny 2017                       |
| Imię i nazwisko                        | Data urodzenia       | Państwo            | Poprzednia grupa                         |
| -------------------------------------- | -------------------- | ------------------ | ---------------------------------------- |
| Stanisław Aniołkowski (4 kwi–31 gru)   | 20 stycznia 1997     | Polska             | Verva ActiveJet (2016)                   |
| Paweł Franczak (27 mar–31 gru)         | 7 października 1991  | Polska             | Verva ActiveJet (2016)                   |
| Wojciech Franczak                      | 8 stycznia 1993      | Polska             |                                          |
| Mikołaj Gutek                          | 29 października 1996 | Polska             |                                          |
| Eryk Latoń                             | 22 sierpnia 1993     | Polska             | CCC Sprandi Polkowice (2016)             |
| Bartłomiej Matysiak (1 mar–31 gru)     | 11 września 1984     | Polska             | CCC Sprandi Polkowice (2016)             |
| Wojciech Migdał                        | 27 marca 1991        | Polska             | Cycling Academy (2016)                   |
| Emanuel Piaskowy                       | 2 marca 1991         | Polska             | Cycling Academy (2016)                   |
| Jan Sypytkowski                        | 19 marca 1991        | Polska             |                                          |
| Damian Sławek (1 sie–31 gru, stażysta) | 31 maja 1997         | Polska             | GKS Cartusia (2017)                      |
| Konrad Tomasiak                        | 2 listopada 1991     | Polska             | Start Vaxes-Partizan Cycling Team (2016) |
| Bartosz Warchoł                        | 16 stycznia 1992     | Polska             | Whirlpool-Author (2016)                  |
|                                        |                      |                    |                                          |
| Źródło: ProCyclingStats                |                      |                    |                                          |